# Webster County, West Virginia
Webster County är ett administrativt område i delstaten West Virginia, USA, med 9 154 invånare. Den administrativa huvudorten (county seat) är Webster Springs. 

## Geografi
Enligt United States Census Bureau har countyt en total area på 1 440 km². 1 440 km² av den arean är land och 0 km² är vatten. 

### Angränsande countyn
- Lewis County och  Upshur County - nord
- Randolph County - öst
- Pocahontas County - sydost
- Greenbrier County - syd
- Nicholas County - sydväst
- Braxton County - väst